# Luxe-Sumberraute
Luxe-Sumberraute – miejscowość i gmina we Francji, w regionie Nowa Akwitania, w departamencie Pireneje Atlantyckie.
Według danych na rok 1990 gminę zamieszkiwały 213 osoby, a gęstość zaludnienia wynosiła 26 osób/km² (wśród 2290 gmin Akwitanii Luxe-Sumberraute plasuje się na 964. miejscu pod względem liczby ludności, natomiast pod względem powierzchni na miejscu 1190.).